# Суровцово (Тверська область)
Суровцово (рос. Суровцово) — присілок в Старицькому районі Тверської області Російської Федерації.
Населення становить 154 особи. Входить до складу муніципального утворення Ново-Ямське сільське поселення.

## Історія
Від 2005 року входить до складу муніципального утворення Ново-Ямське сільське поселення. Раніше населений пункт належав до Суровцовського сільського округу.

## Населення
| 2008 | 2010 |
| ---- | ---- |
| 175  | ↘154 |